# Play Mechanix
Play Mechanix Inc. est une entreprise américaine basée à Glen Ellyn dans l'Illinois et fondée en 1995, qui développe des jeux vidéo,

## Description
Play Mechanix est une entreprise américaine qui a été créée en 1995 par George Petro un ancien designer de jeu vidéo qui travaillait chez Midway Games (sur des jeux tels que Terminator 2: Judgment Day, Revolution X et NARC. Play Mechanix développe des jeux d'arcade pour d'autres entreprises. Le premier jeu de Play Mechanix est justement Invasion: The Abductors créé pour Midway.
En 1998, Play Mechanix développe la machine à sous vidéo Indigo Swing, fabriqué et édité par International Game Technology (IGT). Depuis 1998, Play Mechanix a conçu et développé 8 machines à sous notamment pour IGT, Sigma Game and Konami Gaming.
En 1999, Play Mechanix développe Big Buck Hunter pour Raw Thrills qui l'édite en janvier 2001. Play Mechanix passe un partenariat avec Incredible Technologies pour développer Golden Tee Fore! une suite du populaire Golden Tee.
Après le succès du premier opus, Big Buck Hunter: Shooter’s Challenge est développé en mars 2002 et Big Buck Hunter II: Sportsman’s Paradise sort en juin 2002.
En 2006, Play Mechanix voit augmenter ses activités avec Raw Thrills et développer la série de jeux The Fast and the Furious: Superbikes (en 2006) et The Fast and the Furious: DRIFT (en 2007), Guitar Hero Arcade, H2O Overdriveet Target: Terror ; Play Mechanix s'assossie à Betson Enterprises pour développer et fabriquer Big Buck Hunter PRO.
En 2006, Raws Thrills rachète Play Mechanix qui devient une filiale du groupe.
La série Big Buck Hunter tard vu la sortie de Big Buck Safari, Big Buck Hunter Open Season, et le titre le plus récent combinant Open Season et Safari connu comme Big Buck Hunter mondiale. La série a remporté de nombreux prix, a reçu une attention exceptionnelle dans les médias, et continue de prospérer comme certains des meilleurs jeux de l'industrie. À partir de 2009, Big Buck Hunter sort des salles d'arcade avec Big Buck Hunter Pro Plug N Play, Big Buck Hunter Pro sur Wii ; et Big Buck Hunter Pro Big Buck Hunter Safari sur iOS. La série Big Buck Hunter est étoffée de plusieurs adaptations comme Big Buck Safari, Big Buck Hunter: Open Season et Big Buck Hunter World, synthèse des deux titres.
Dès 2006 en parallèle, Play Mechanix signe des titres à succès comme Wheel of Fortune, Aliens Extermination, Deal or No Deal, , Tippin 'Bloks, et  Terminator Salvation, puis j'en 2014 Barrel of Monkeys, Monopoly, Aliens Armageddon, Big Buck HD et Ice Age: Ice Breaker.

## Liste de jeux
- Big Buck World
- Big Buck Hunter Pro: Open Season
- Big Buck Safari
- Big Buck Hunter Pro
- Big Buck Hunter: Call of the Wild
- Big Buck Hunter II: Sportsman’s Paradise
- Big Buck Hunter: Shooter’s Challenge
- Big Buck Hunter
- Big Buck Hunter Pro Plug N Play
- Big Buck Hunter Pro
- Terminator Salvation
- Deal or No Deal Deluxe
- Tippin’ Bloks
- Wheel of Fortune
- Deal or No Deal
- Buster Bubbles
- Aliens Extermination
- Dirty Pigskin Football
- Johnny Nero: Action Hero
- Special Forces: Elite Training
- Invasion: The Abductors
- Zoofari
- Fishin’ Time
- Aliens Armageddon
- Barrel of Monkeys
- Monopoly
- Big Buck HD
- Ice Age: Ice Breaker
- Kung Fu Panda: Dojo Mojo